# Subgénero Platyaechmea
Platyaechmea es un subgénero del género Aechmea perteneciente a la familia de las bromeliáceas.

## Especies
- Aechmea anomala L.B. Smith
- Aechmea chantinii (Carrière) Baker
- Aechmea cucullata H. Luther
- Aechmea dichlamydea Baker
- Aechmea distichantha Lemaire
- Aechmea fasciata (Lindley) Baker
- Aechmea manzanaresiana H. Luther
- Aechmea moorei H. Luther
- Aechmea mulfordii L.B. Smith
- Aechmea reclinata C. Sastre & R. Brithmer
- Aechmea retusa L.B. Smith
- Aechmea romeroi L.B. Smith
- Aechmea serrata (Linnaeus) Mez
- Aechmea smithiorum Mez
- Aechmea tessmannii Harms
- Aechmea tillandsioides (Martius ex Schultes f.) Baker
- Aechmea wittmackiana (Regel) Mez